# Trent Dilfer
Trent Farris Dilfer (Santa Cruz, California, 13 de marzo de 1972) es un ex quarterback y analista del fútbol americano que jugó 13 temporadas en la National Football League (NFL). Es más conocido como el mariscal de campo titular de los Baltimore Ravens durante su temporada ganadora del Super Bowl en el 2000.
Después de seis temporadas con Tampa Bay Buccaneers, que lo reclutaron en la primera ronda del Draft de la NFL 1994, Dilfer firmó con los Ravens como reserva y se convirtió en el abridor del equipo a mitad de año. Comenzando en el resto de los juegos del equipo, su tiempo con los Ravens concluyó con la primera victoria de la franquicia en el Super Bowl. A pesar del logro del campeonato, Dilfer no fue recontratado por los Ravens, convirtiéndose en el primer mariscal de campo titular en ser liberado después de una victoria en el Super Bowl.
Después de su temporada con los Ravens, Dilfer pasó cuatro años con Seattle Seahawks, principalmente como suplente, y jugó con Cleveland Browns y San Francisco 49ers durante una temporada antes de retirarse en 2008. Poco después de anunciar su retiro, Dilfer fue contratado por ESPN como analista de la NFL, cargo que ocupó hasta 2017. También es el entrenador en jefe de Elite 11, un campo de mariscales de campo que presenta a 24 del mejor mariscal de campo de la escuela secundaria nacional en un campo de entrenamiento de 49 días, y se redujo a 11.

## Estadísticas profesionales
Todas las estadísticas y logros son cortesía de la NFL, Tampa Bay Buccaneers, Baltimore Ravens, Seattle Seahawks, Cleveland Browns, San Francisco 49ers y Pro-Football.

### Temporada regular
| Temporada | Equipo  | Juegos | PT  | Registro (V-D) | Pases | Pases | Pases | Pases  | Pases | Pases | Pases | Pases | Pases  | Acarreos | Acarreos | Acarreos | Acarreos | Acarreos | Capturas | Capturas | Fumbles | Fumbles |
| Temporada | Equipo  | Juegos | PT  | Registro (V-D) | Comp  | Att   | Pct   | Yds    | YPA   | Lg    | TD    | Int   | Índice | Att      | Yds      | Prom     | Lg       | TD       | Cap      | Yds      | Fum     | Perd    |
| --------- | ------- | ------ | --- | -------------- | ----- | ----- | ----- | ------ | ----- | ----- | ----- | ----- | ------ | -------- | -------- | -------- | -------- | -------- | -------- | -------- | ------- | ------- |
| 1994      | TB      | 5      | 2   | 0-2            | 38    | 82    | 46.3  | 433    | 5.3   | 42    | 1     | 6     | 36.3   | 2        | 27       | 13.5     | 15       | 0        | 8        | 42       | 2       | 1       |
| 1995      | TB      | 16     | 16  | 7-9            | 224   | 415   | 54.0  | 2774   | 6.7   | 64    | 4     | 18    | 60.1   | 23       | 115      | 5.0      | 21       | 2        | 47       | 331      | 13      | 6       |
| 1996      | TB      | 16     | 16  | 6-10           | 267   | 482   | 55.4  | 2859   | 5.9   | 45    | 12    | 19    | 64.8   | 32       | 124      | 3.9      | 19       | 0        | 28       | 207      | 10      | 4       |
| 1997      | TB      | 16     | 16  | 10-6           | 217   | 386   | 56.2  | 2555   | 6.6   | 59    | 21    | 11    | 82.8   | 33       | 99       | 3.0      | 17       | 1        | 32       | 196      | 9       | 1       |
| 1998      | TB      | 16     | 16  | 8-8            | 225   | 429   | 52.4  | 2729   | 6.4   | 79    | 21    | 15    | 74.0   | 40       | 141      | 3.5      | 17       | 2        | 27       | 172      | 9       | 5       |
| 1999      | TB      | 10     | 10  | 7-3            | 146   | 244   | 59.8  | 1619   | 6.6   | 62    | 11    | 11    | 75.8   | 35       | 144      | 4.1      | 28       | 0        | 26       | 189      | 6       | 5       |
| 2000      | BAL     | 11     | 8   | 7-1            | 134   | 226   | 59.3  | 1502   | 6.6   | 59    | 12    | 11    | 76.6   | 20       | 75       | 3.8      | 19       | 0        | 23       | 135      | 8       | 2       |
| 2001      | SEA     | 6      | 4   | 4-0            | 73    | 122   | 59.8  | 1014   | 8.3   | 54    | 7     | 4     | 92.0   | 11       | 17       | 1.5      | 11       | 0        | 10       | 72       | 3       | 0       |
| 2002      | SEA     | 6      | 6   | 2-4            | 94    | 168   | 56.0  | 1182   | 7.0   | 83    | 4     | 6     | 71.1   | 10       | 27       | 2.7      | 13       | 0        | 7        | 36       | 2       | 1       |
| 2003      | SEA     | 5      | 0   |                | 4     | 8     | 50.0  | 31     | 3.9   | 14    | 1     | 1     | 59.9   | 2        | -1       | -0.5     | 0        | 0        | 1        | 8        | 2       | 1       |
| 2004      | SEA     | 5      | 2   | 2-0            | 25    | 58    | 43.1  | 333    | 5.7   | 56    | 1     | 3     | 46.1   | 10       | 14       | 1.4      | 11       | 0        | 4        | 21       | 1       | 0       |
| 2005      | CLE     | 11     | 11  | 4-7            | 199   | 333   | 59.8  | 2321   | 7.0   | 80    | 11    | 12    | 76.9   | 20       | 46       | 2.3      | 12       | 0        | 23       | 139      | 9       | 7       |
| 2006      | SF      | --     | --  | --             | --    | --    | --    | --     | --    | --    | --    | --    | --     | --       | --       | --       | --       | --       | --       | --       | --      | --      |
| 2007      | SF      | 7      | 6   | 1-5            | 113   | 219   | 51.6  | 1166   | 5.3   | 57    | 7     | 12    | 55.1   | 10       | 25       | 2.5      | 11       | 0        | 27       | 182      | 8       | 2       |
| Carrera   | Carrera | 157    | 144 | 72-72          | 1,759 | 3,172 | 55.5  | 20,518 | 6.5   | 83    | 113   | 129   | 67.5   | 248      | 853      | 3.4      | 28       | 5        | 263      | 1,730    | 82      | 35      |

### Playoffs
| Temporada | Equipo  | Juegos | Registro (V-D) | Pases | Pases | Pases | Pases | Pases | Pases | Pases | Pases | Pases  | Acarreos | Acarreos | Acarreos | Acarreos | Acarreos | Capturas | Capturas | Fumbles | Fumbles |
| Temporada | Equipo  | Juegos | Registro (V-D) | Comp  | Att   | Pct   | Yds   | YPA   | Lg    | TD    | Int   | Índice | Att      | Yds      | Prom     | Lg       | TD       | Cap      | Yds      | Fum     | Perd    |
| --------- | ------- | ------ | -------------- | ----- | ----- | ----- | ----- | ----- | ----- | ----- | ----- | ------ | -------- | -------- | -------- | -------- | -------- | -------- | -------- | ------- | ------- |
| 1997      | TB      | 2      | 1-1            | 24    | 62    | 38.7  | 381   | 6.1   | 52    | 1     | 3     | 190.5  | 2        | 0        | 0.0      | 1        | 0        | 4        | 33       | 0       | 0       |
| 2000      | BAL     | 4      | 4-0            | 35    | 73    | 47.9  | 590   | 8.1   | 96    | 3     | 1     | 147.5  | 13       | 7        | 0.5      | 6        | 0        | 10       | 82       | 3       | 0       |
| Carrera   | Carrera | 6      | 5-1            | 59    | 135   | 59.6  | 971   | 7.2   | 96    | 4     | 4     | 160.8  | 15       | 7        | 0.5      | 6        | 0        | 14       | 115      | 3       | 0       |

### Super Bowl
| Temporada | Equipo  | Rival   | Edición | Resultado | Pases | Pases | Pases | Pases | Pases | Pases | Pases | Pases | Pases  | Acarreos | Acarreos | Acarreos | Acarreos | Acarreos | Capturas | Capturas | Fumbles | Fumbles |
| Temporada | Equipo  | Rival   | Edición | Resultado | Comp  | Att   | Pct   | Yds   | YPA   | Lg    | TD    | Int   | Índice | Att      | Yds      | Prom     | Lg       | TD       | Cap      | Yds      | Fum     | Perd    |
| --------- | ------- | ------- | ------- | --------- | ----- | ----- | ----- | ----- | ----- | ----- | ----- | ----- | ------ | -------- | -------- | -------- | -------- | -------- | -------- | -------- | ------- | ------- |
| 2000      | BAL     | NYG     | XXXV    | V 37-7    | 12    | 25    | 48.00 | 153   | 6.12  | 44    | 1     | 0     | 80.9   | 1        | 0        | 0.0      | 0        | 0        | 3        | 20       | 1       | 0       |
| Carrera   | Carrera | Carrera | 1       | 1-0       | 12    | 25    | 48.00 | 153   | 6.12  | 44    | 1     | 0     | 80.9   | 1        | 0        | 0.0      | 5        | 0        | 3        | 20       | 1       | 0       |